# 烏法利茲
乌法利兹（法語：Houffalize，法語發音：[ufaliz] ⓘ）是比利时瓦隆大区盧森堡省巴斯托涅区的一座城市，东南与卢森堡大公国接壤，通行法语，是比利时法语社群的一部分，面积166.58平方千米，人口5,244人（2021年12月1日）。